# Władimir Własow (skoczek narciarski)
Władimir Własow, ros. Владимир Власов (ur. 6 lipca 1958) – radziecki skoczek narciarski. Uczestnik Zimowych Igrzysk Olimpijskich 1980 i Turnieju Czterech Skoczni.

## Przebieg kariery
Na przełomie 1978 i 1979 wziął udział w konkursach 27. Turnieju Czterech Skoczni. W Oberstdorfie i Garmisch-Partenkirchen zajął 29. pozycję, w Innsbrucku był 26., a w Bischofshofen zajął 44. miejsce. W klasyfikacji generalnej znalazł się na 33. pozycji; wśród skoczków radzieckich był to trzeci wynik. Rok później wystartował w 28. edycji turnieju, po raz pierwszy zaliczanej do klasyfikacji generalnej Pucharu Świata. 30 grudnia 1979 w Oberstdorfie zajął 8. miejsce, najwyższe w karierze w zawodach tej rangi. W kolejnych zawodach był klasyfikowany kolejno na 10., 27. i 11. pozycji. W klasyfikacji generalnej dało mu to 10. miejsce, najwyższe spośród zawodników z ZSRR.
W lutym 1980 wziął udział w zawodach skoków narciarskich na igrzyskach olimpijskich w Lake Placid. Zajął 31. miejsce na skoczni normalnej i 28. na skoczni dużej. W marcu zajął 11. miejsce w konkursie Pucharu Świata w Lahti. W sezonie 1979/1980 z 24 punktami znalazł się na 36. pozycji w klasyfikacji generalnej cyklu. Był to jedyny sezon, w którym Własow zdobył punkty.

## Osiągnięcia

### Igrzyska olimpijskie
| Miejsce | Dzień     | Rok  | Miejscowość | Konkurs                         | Wynik     | Strata   | Zwycięzca      |
| ------- | --------- | ---- | ----------- | ------------------------------- | --------- | -------- | -------------- |
| 31.     | 17 lutego | 1980 | Lake Placid | Skocznia normalna indywidualnie | 204,8 pkt | 61,5 pkt | Toni Innauer   |
| 28.     | 23 lutego | 1980 | Lake Placid | Skocznia duża indywidualnie     | 205,3 pkt | 65,7 pkt | Jouko Törmänen |

### Puchar Świata

#### Miejsca w klasyfikacji generalnej
- 1979/1980: 36.

#### Miejsca w poszczególnych konkursachPucharu Świata
| Sezon 1979/1980                                                                        |            |                        |           |               |         |         |             |             |          |          |              |              |              |        |           |           |       |       |       |      |         |         |               |               |        |
| Cortina d’Ampezzo                                                                      | Oberstdorf | Garmisch-Partenkirchen | Innsbruck | Bischofshofen | Sapporo | Sapporo | Thunder Bay | Thunder Bay | Zakopane | Zakopane | Saint-Nizier | Saint-Nizier | Sankt Moritz | Gstaad | Engelberg | Vikersund | Lahti | Lahti | Falun | Oslo | Planica | Planica | Štrbské Pleso | Štrbské Pleso | punkty |
| -                                                                                      | 8          | 10                     | 27        | 11            | -       | -       | -           | -           | -        | -        | -            | -            | -            | -      | -         | -         | 19    | 11    | 39    | -    | -       | -       | -             | -             | 24     |
| Legenda                                                                                |            |                        |           |               |         |         |             |             |          |          |              |              |              |        |           |           |       |       |       |      |         |         |               |               |        |
| 1 2 3 4-10 11-15 poniżej 15 - – zawodnik nie wystartował lub zajął miejsce poniżej 15. |            |                        |           |               |         |         |             |             |          |          |              |              |              |        |           |           |       |       |       |      |         |         |               |               |        |

### Turniej Czterech Skoczni

#### Miejsca w klasyfikacji generalnej
- 1978/1979: 33.
- 1979/1980: 10.